# ERG理论
ERG理论（英語：ERG Theory）是美国耶鲁大学的克雷顿·埃尔德弗（Clayton Alderfer）提出的人本主义需求理论。埃尔德弗在馬斯洛需求层次理论的基础上概括、改进，提出了生存需要（Existence needs）、相互關係需要（Relatedness needs）和成長发展需要（Growth needs）三大人类的核心需要，將人在組織生活中具有的需求加以理論化。

## 內容
（一）三大核心需求
1. 生存需求：人的生理及物質慾望的需求。在組織生活中，表現為薪資給付、福利、工作環境等。
2. 關係需求：人與人之間的情感交流和互動。
3. 成長需求：人在工作上的創造，由此促成的個人成長。

（二）三大需求之間的關係：
1. 需要滿足-愈低層次需求愈被滿足，則愈希望能滿足較高層次的需求。
2. 需要加強-每一層次需求的滿足愈少，則愈希望能夠獲取滿足。
3. 需要受挫-較高層次需求的滿足愈小，則愈轉而追求較低層次需求的滿足以資補償，稱為挫折退化現象(frustration-regression)。

## 理論優點
1. 不強調需要層次的順序，認為某種需要在一定時間內對行為起作用，而當這種需要的得到滿足後，可能去追求更高層次的需要，也可能沒有這種上升趨勢。
2. 當較高級需要受到挫折時，可能會降而求其次。
3. 某種需要在得到基本滿足後，其需要的強烈程度不僅不會減弱，還可能會增強，這就與馬斯洛的觀點不一致了。

## 参看
- 需求层次理论